# Nontronnais
Das Nontronnais ist eine französische Landschaft des nördlichen Départements Dordogne in der Region Nouvelle-Aquitaine. Sie entspricht der Umgebung der Subpräfektursstadt Nontron, die in ihrem Zentrum gelegen ist. Jules Verne hatte dem Nontronnais die Bezeichnung Périgord vert (Grüner Périgord) verliehen. Dieser Begriff wird jetzt vor allem in der Tourismusbranche verwendet. Er ist aber mit dem eigentlichen Nontronnais nicht deckungsgleich, sondern umfasst ein wesentlich größeres Areal.

## Geographie

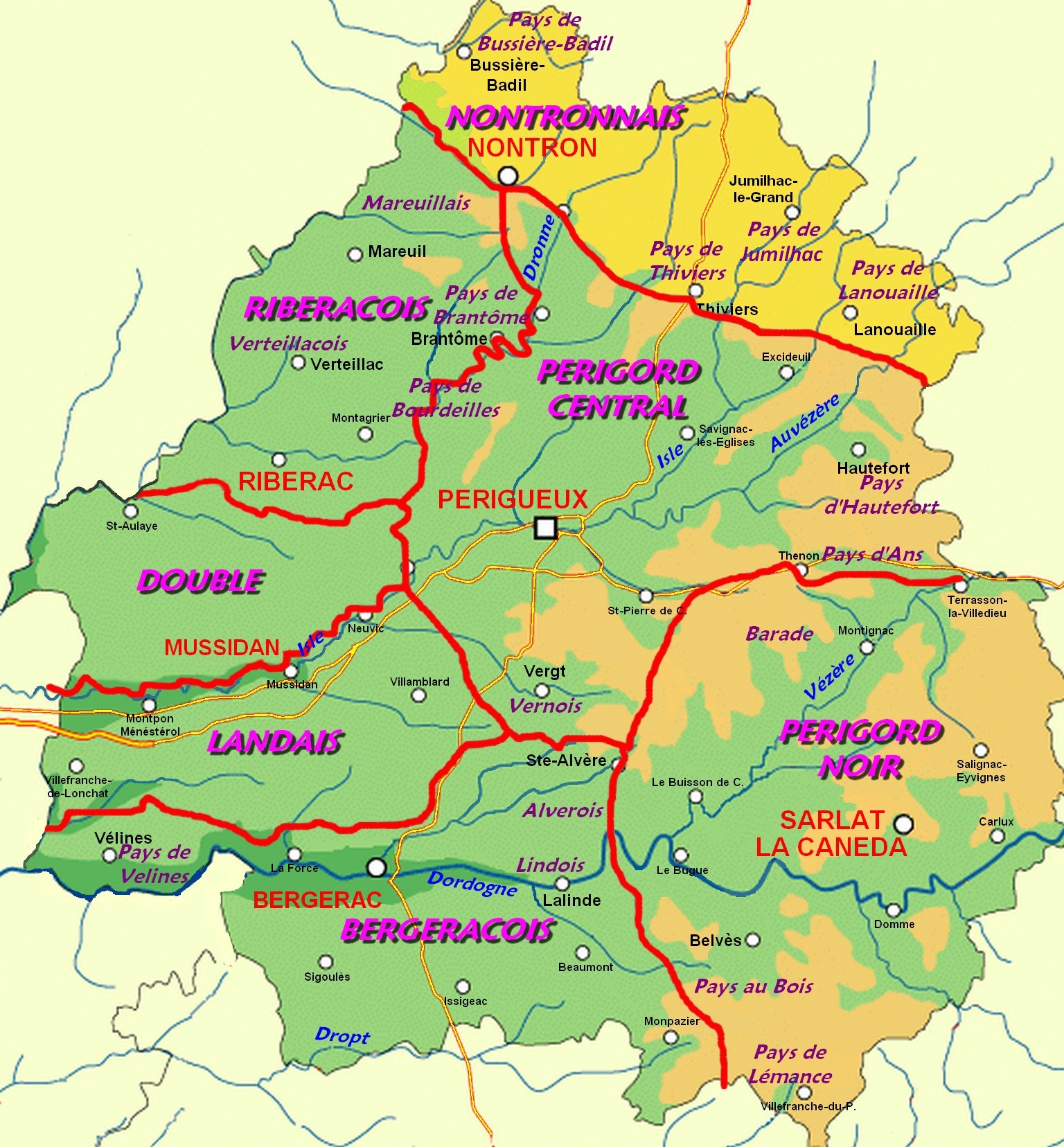
Das Nontronnais in Relation mit den anderen traditionellen Landschaften des Périgords

Das Nontronnais nimmt den äußersten Norden des Départements Dordogne ein. Verwaltungsmäßig setzt es sich aus der Communauté de communes du Périgord vert nontronnais und der Communauté de communes du Haut-Périgord zusammen, welche inzwischen zur Communauté de communes du Périgord Nontronnais fusionierten. Es besteht demzufolge aus 28 Gemeinden mit insgesamt 15.567 Einwohnern (Stand von 2014) und einer Oberfläche von 560,25 Quadratkilometern. Bei einer resultierenden Bevölkerungsdichte von 28 Einwohnern pro Quadratkilometer ist das Nontronnais sehr dünn besiedelt.
Manche Autoren beschränken das Nontronnais im engeren Sinne auch nur auf die 17 Gemeinden der ehemaligen Communauté de communes du Périgord vert nontronnais.
Das Nontronnais wird von folgenden Landschaftsregionen umgeben:
- vom Pays de la Vienne im Département Haute-Vienne im Norden
- vom Pays d’Uzerche und vom Pays de Brive im Département Corrèze im Osten
- vom Périgord central und vom Ribéracois im Département Dordogne im Süden
- vom Pays d’Horte et Tardoire im Département Charente im Westen.

Im weiteren Sinne lassen sich dem  Nontronnais neben seinem Kernbereich noch vier zusätzliche Teillandschaften zuordnen:
- die Umgebung von Bussière-Badil – das Pays de Bussière-Badil
- die Umgebung von Thiviers – das Pays de Thiviers
- die Umgebung von Jumilhac-le-Grand – das Pays de Jumilhac
- die Umgebung von Lanouaille – das Pays de Lanouaille.

Topographisch bedeckt das Nontronnais die nordwestlichen Ausläufer des Massif Central, weswegen es manchmal auch als Périgord limousin bezeichnet wird. Sein Relief baut sich aus gewellten Plateaus auf, deren Höhenlagen zwischen 200 und 370 Meter variieren und sanft nach Südwesten abfallen. In diese Plateaus haben sich die Flussläufe des Auvézère, des Bandiat, des Loue und der Isle unter teilweiser Herausbildung von begrünten Schluchten eingeschnitten. Das Klima steht unter dem Einfluss des Atlantischen Ozeans und ist mit rund 1000 Millimeter Niederschlägen im Jahr sehr feucht. Dies bedingt seinerseits ein recht üppiges Wachstum der Vegetation, die von Kastanien, Fichten, Waldkiefer, Farnen, Heidekräutern, Stechginster und Schilfrohr beherrscht wird.
Der im Tourismus übliche Begriff Périgord vert ist weiter gefasst. Er enthält neben dem eigentlichen Nontronnais noch einen kleinen Teil des nördlichen Périgord central sowie das zum Périgord blanc gehörende Ribéracois – diese beiden Landstriche werden von Kalken unterlagert und unterscheiden sich daher grundlegend in ihrem geologischen Aufbau.

## Geologie

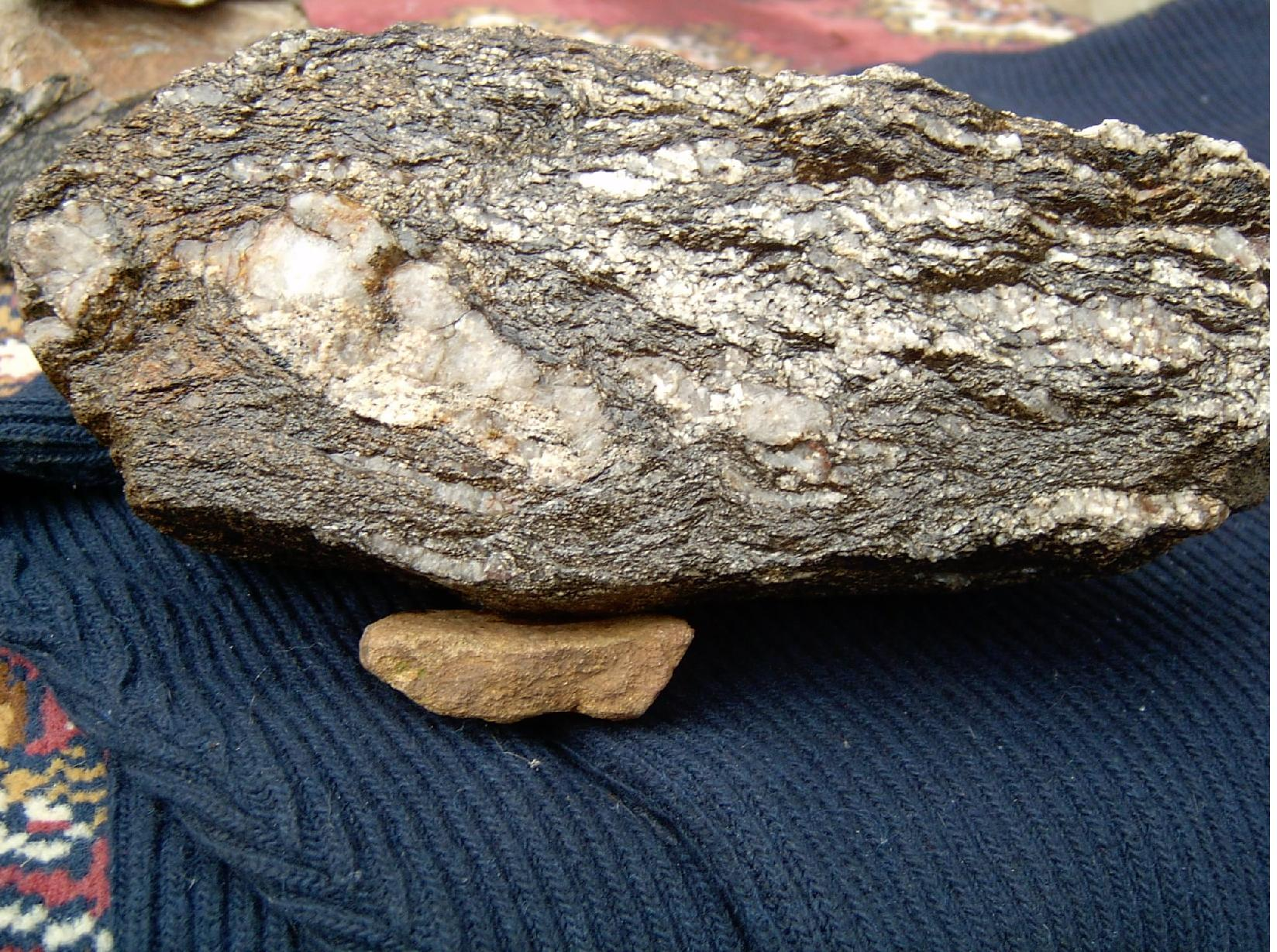
Plagioklasführender Paragneis von Nontron

Durch das Nontronnais verläuft die geologisch bedeutsame Grenze zwischen dem variszischen Grundgebirge des Massif Central im Nordosten und den relativ flach liegenden Sedimenten des Aquitanischen Beckens im Südwesten. Die Grenze wird meist durch eine bedeutende Störung markiert. Das kristalline Grundgebirge besteht aus hochgradigen Paragneisen der Sillimanitfazies sowie Granitoiden wie den Piégut-Pluviers-Granodiorit und den Saint-Mathieu-Leukogranit. Ab Thiviers erscheinen gen Südosten im Grundgebirge die Gesteine der Thiviers-Payzac-Einheit. Nördlich von Saint-Jean-de-Côle stehen vorwiegend Gneise der Unteren Gneisdecke des Limousins sowie seltene ozeanische Gesteine an.
Die Sedimente des Aquitanischen Beckens beherbergen Arkosen, Dolomite und Schiefertone des Lias sowie verschiedene Kalke des Doggers. Die trennende Randstörung zieht von Saint-Pardoux-la-Rivière ausgehend durch die Unterstadt von Nontron weiter in Richtung Saint-Martin-le-Pin. Sie ist vererzt und wurde daher vorwiegend auf Blei, Zink und etwas Silber abgebaut. Der Abbau ist jetzt nicht mehr rentabel und kam daher zum Erliegen.

## Geschichte

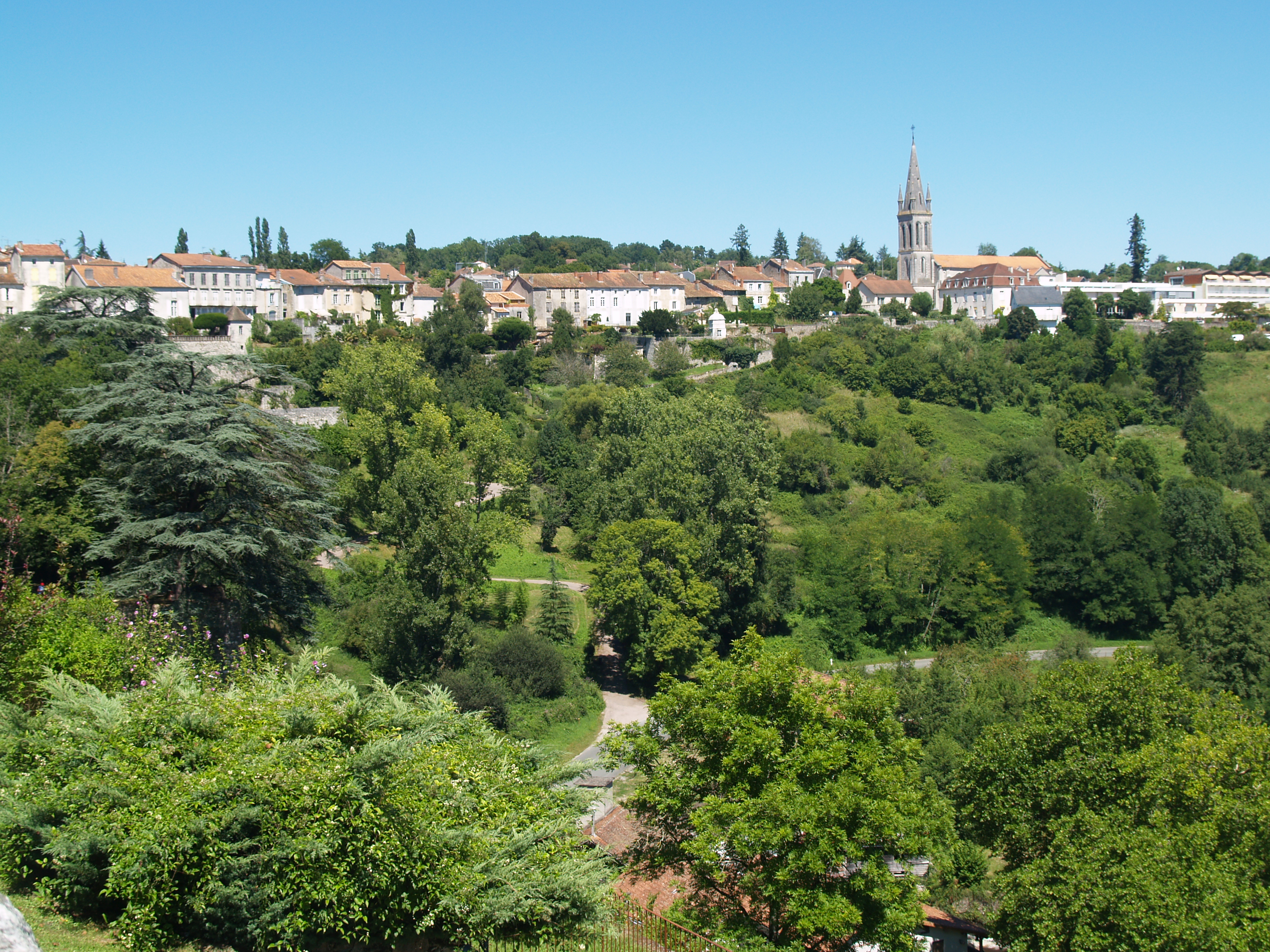
Nontron oberhalb der Bandiatschleife

Bis zur Französischen Revolution gehörten nur wenige Gemeinden im Norden des heutigen Départements Dordogne zum Périgord. Die Pfarreien des Erzpriesters von Nontron hingen nämlich vom Bistum Limoges ab. Die große Mehrheit dieser Pfarreien wurde jedoch damals in das neugeschaffene Département Dordogne integriert. Darunter waren folgende Gemeinden: Ajat (das heutige Abjat-sur-Bandiat), Augignac, Busseroles (jetzt Busserolles), Champniers et Reillac (ab 1847 Champniers-et-Reilhac), La Chapelle-Montmoreau, Connezac, Javerlhac, Saint-Robert (seit 1823 Javerlhac-et-la-Chapelle-Saint-Robert), Millac (das heutige Milhac-de-Nontron), Nontron, Nontronneau (jetzt Lussas-et-Nontronneau), Pluviers (das heutige Piégut-Pluviers), Quinsac, Romain (das heutige Champs-Romain), Saint-Angel (jetzt Sceau-Saint-Angel), Saint-Barthélemy (jetzt Saint-Barthélemy-de-Bussière), Saint-Etienne (das heutige Saint-Estèphe), Saint-Front-de-la-Rivière (jetzt Saint-Front-la-Rivière), Saint-Martial (jetzt Saint-Martial-de-Valette), Saint-Martin-le-Peint (das heutige Saint-Martin-le-Pin), Saint-Pardoux (jetzt Saint-Pardoux-la-Rivière), Saint-Saud (jetzt Saint-Saud-Lacoussière), Teyjac (das heutige Teyjat) und Varaigne (das jetzige Varaignes).

## Denkmale und Sehenswürdigkeiten
- Höhle von Teyjat
- Kloster Peyrouse

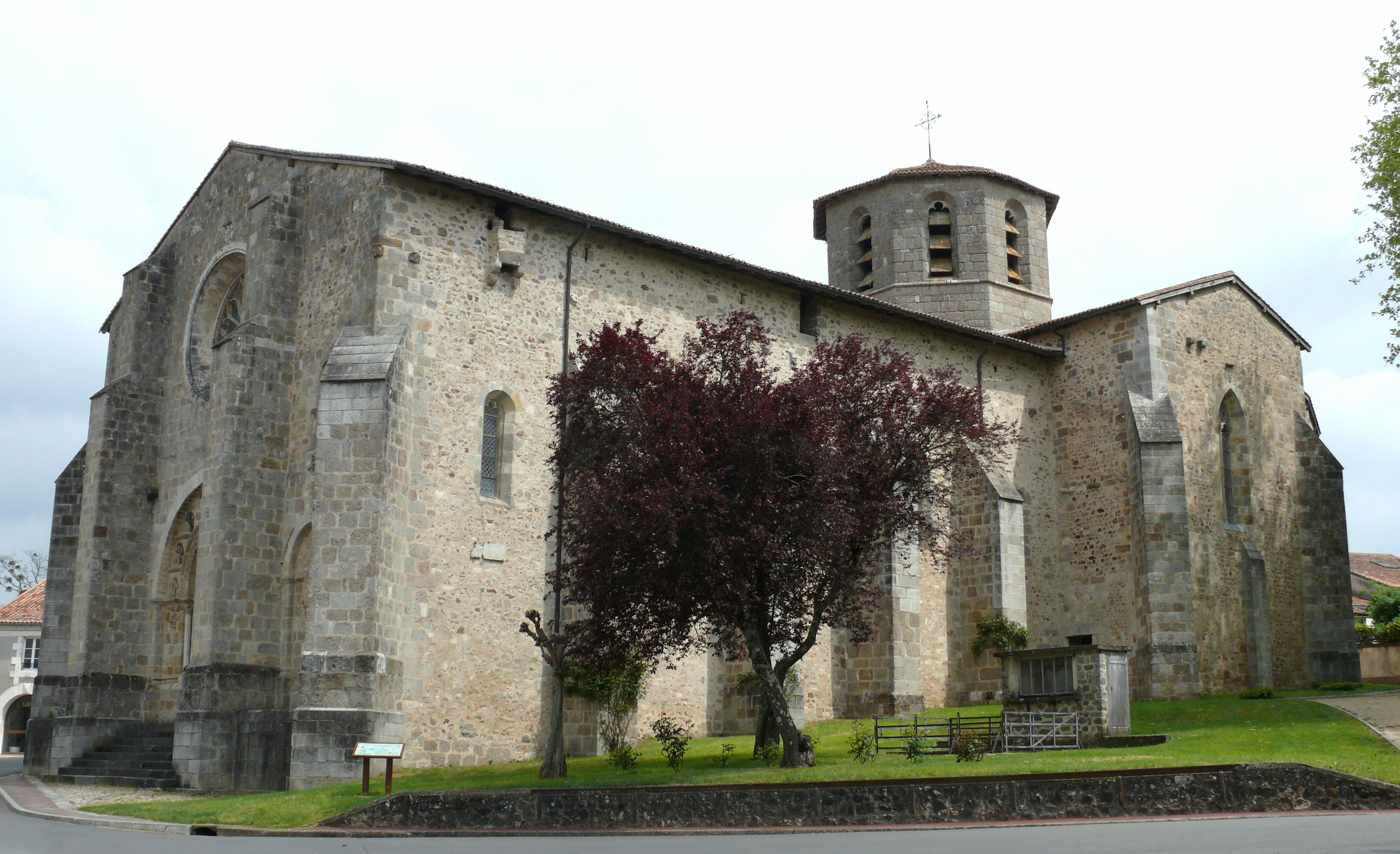
Die Abteikirche Notre-Dame-de-la-Nativité in Bussière-Badil

- Notre-Dame-de-la-Nativité (Bussière-Badil)
- St-Martial (Busserolles)
- St-Paul (Reilhac)

## Photogalerie

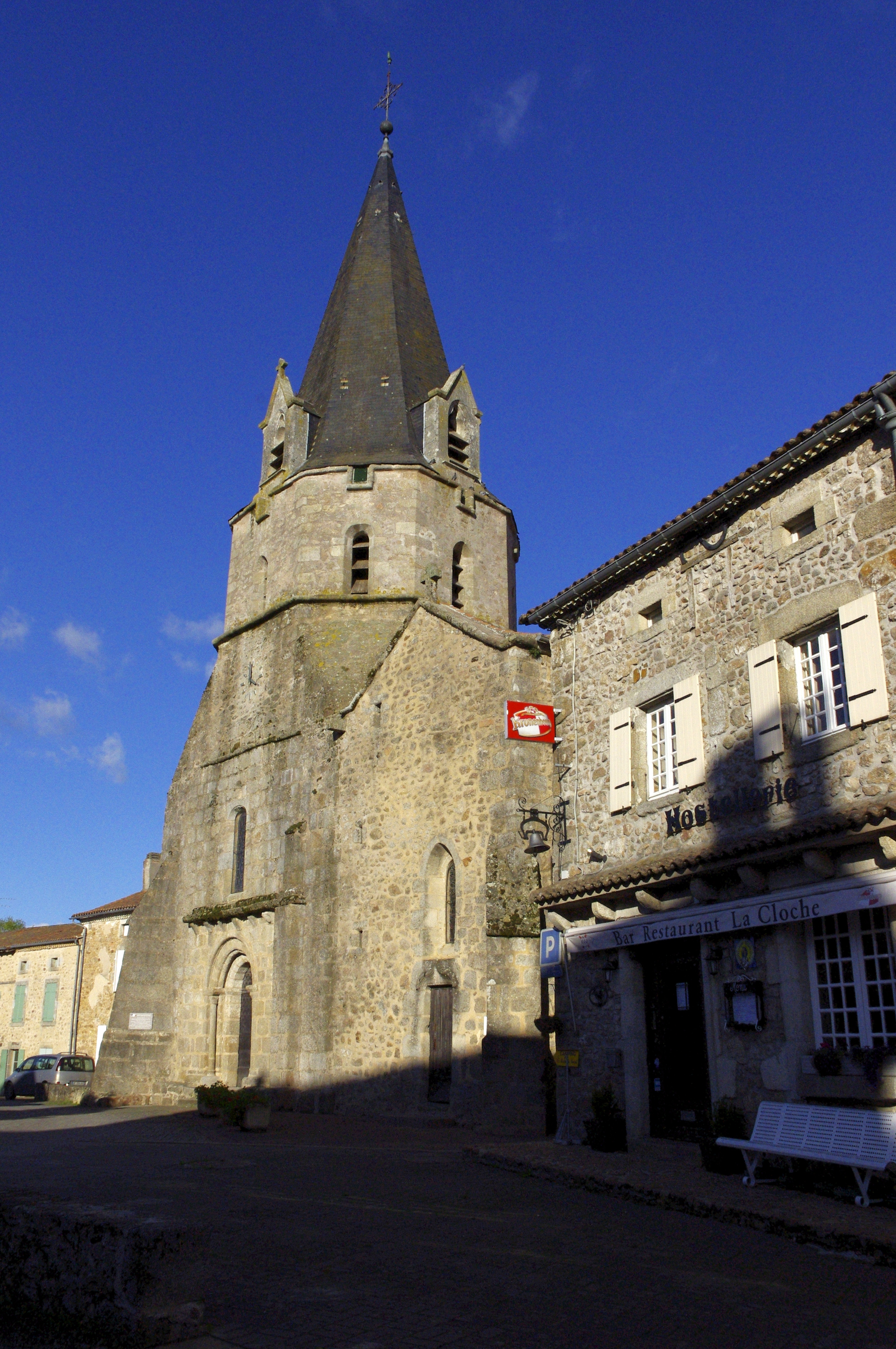
Die Kirche Saint-André in Abjat
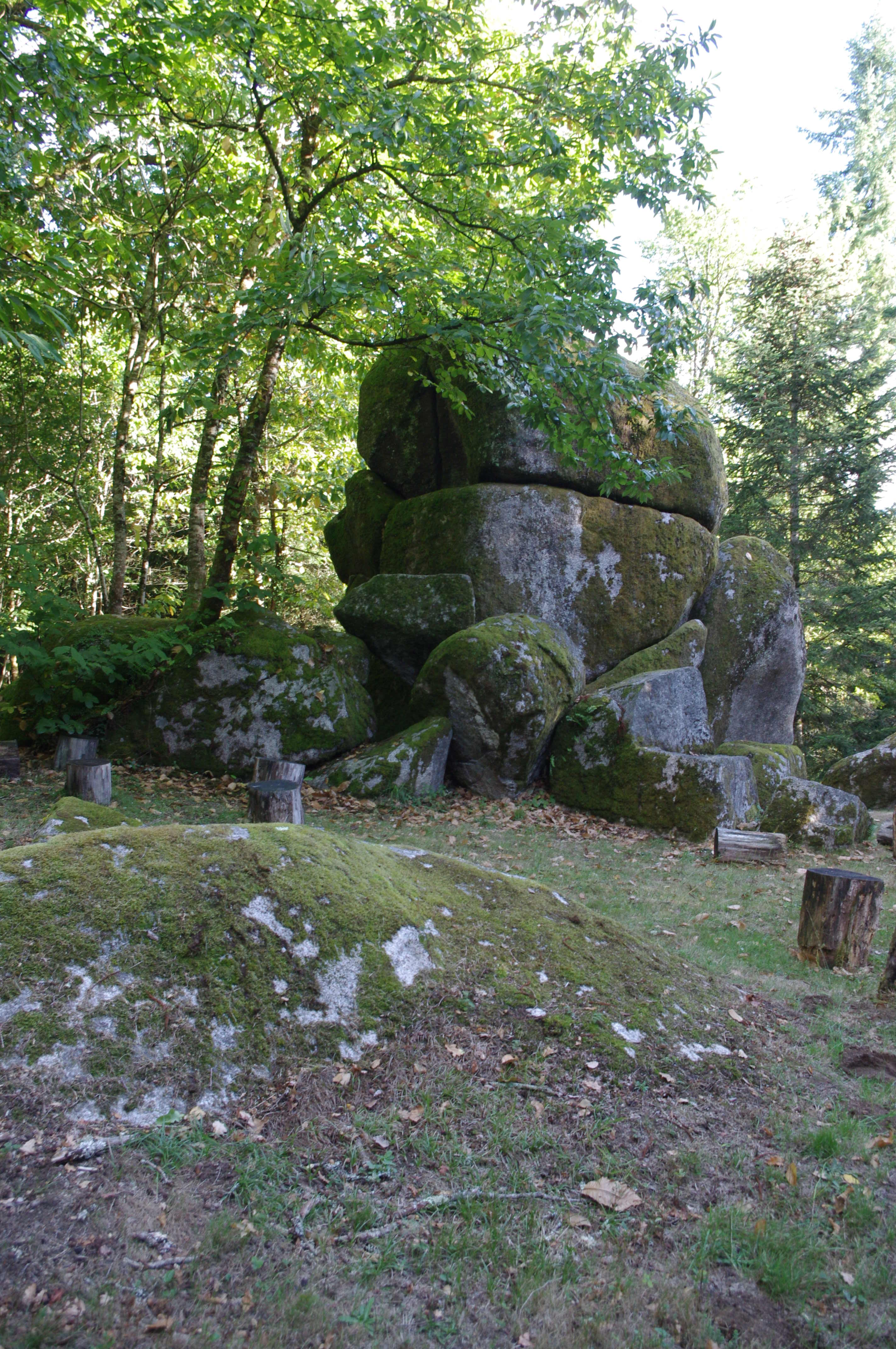
Roche Eyside bei Augignac
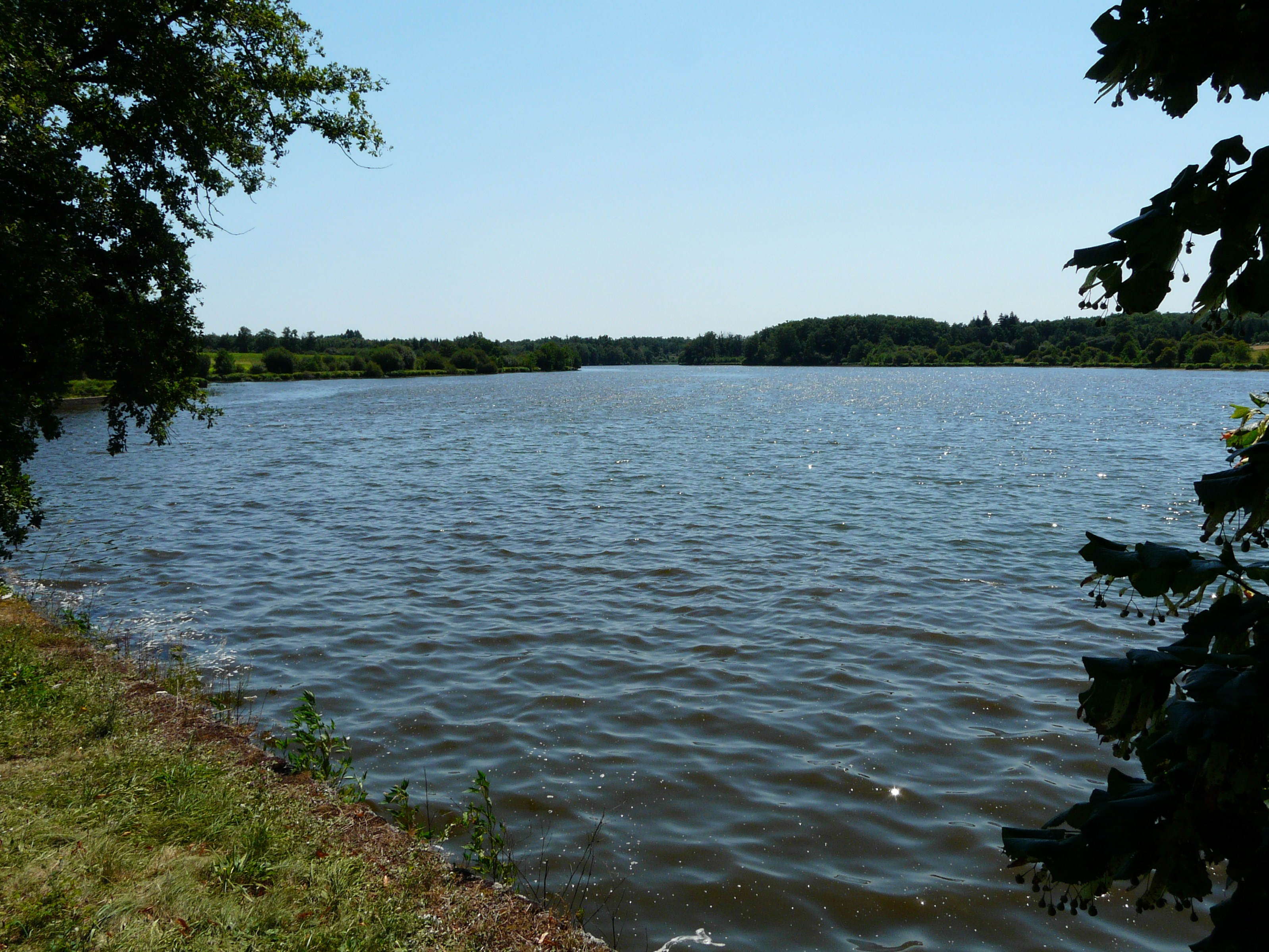
Der Étang Grolhier bei Busserolles
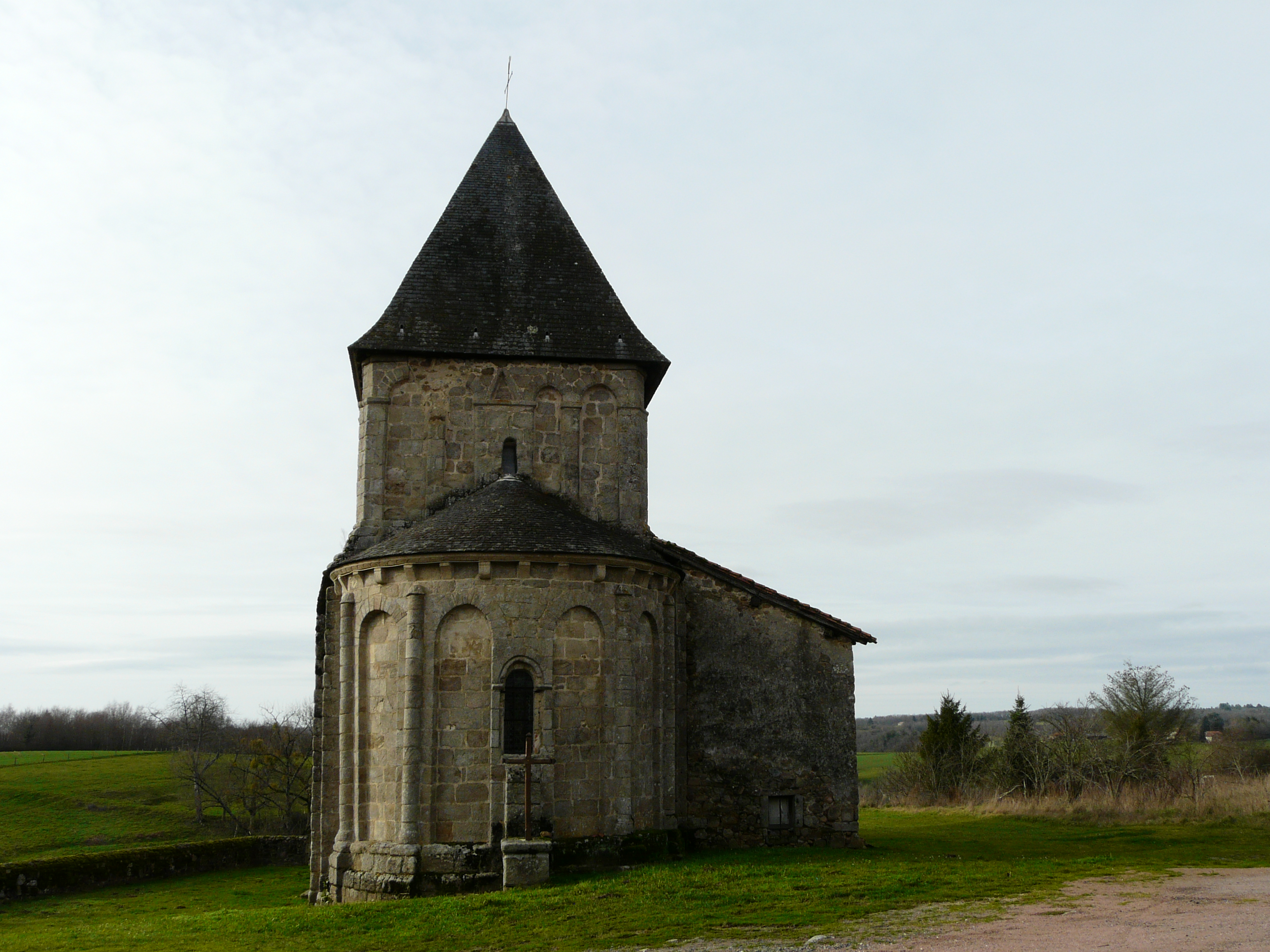
Die Kirche Saint-Paul in Reilhac
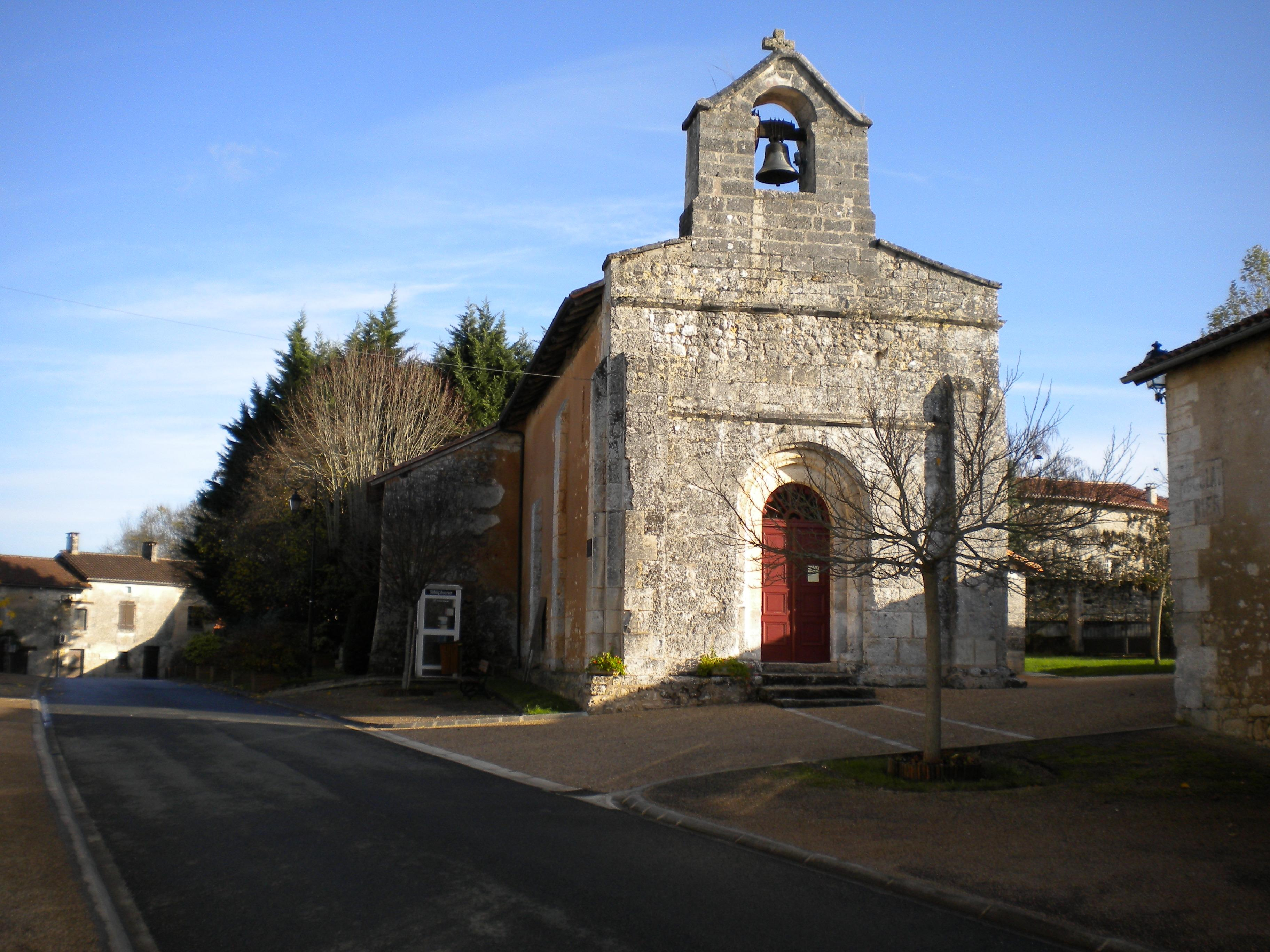
Die Kirche Saint-Pierre in La Chapelle-Montmoreau
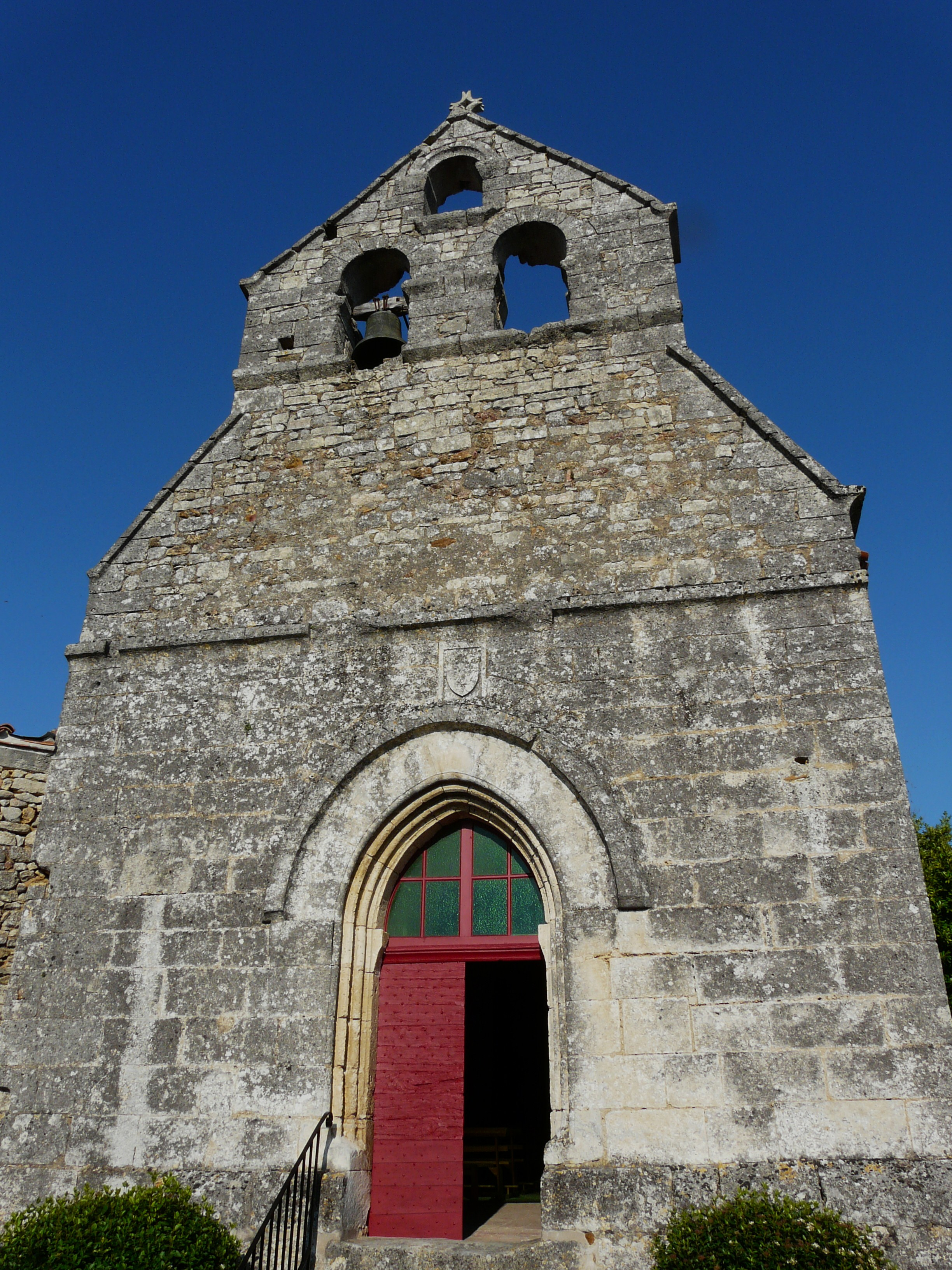
Saint-Martin in Connezac
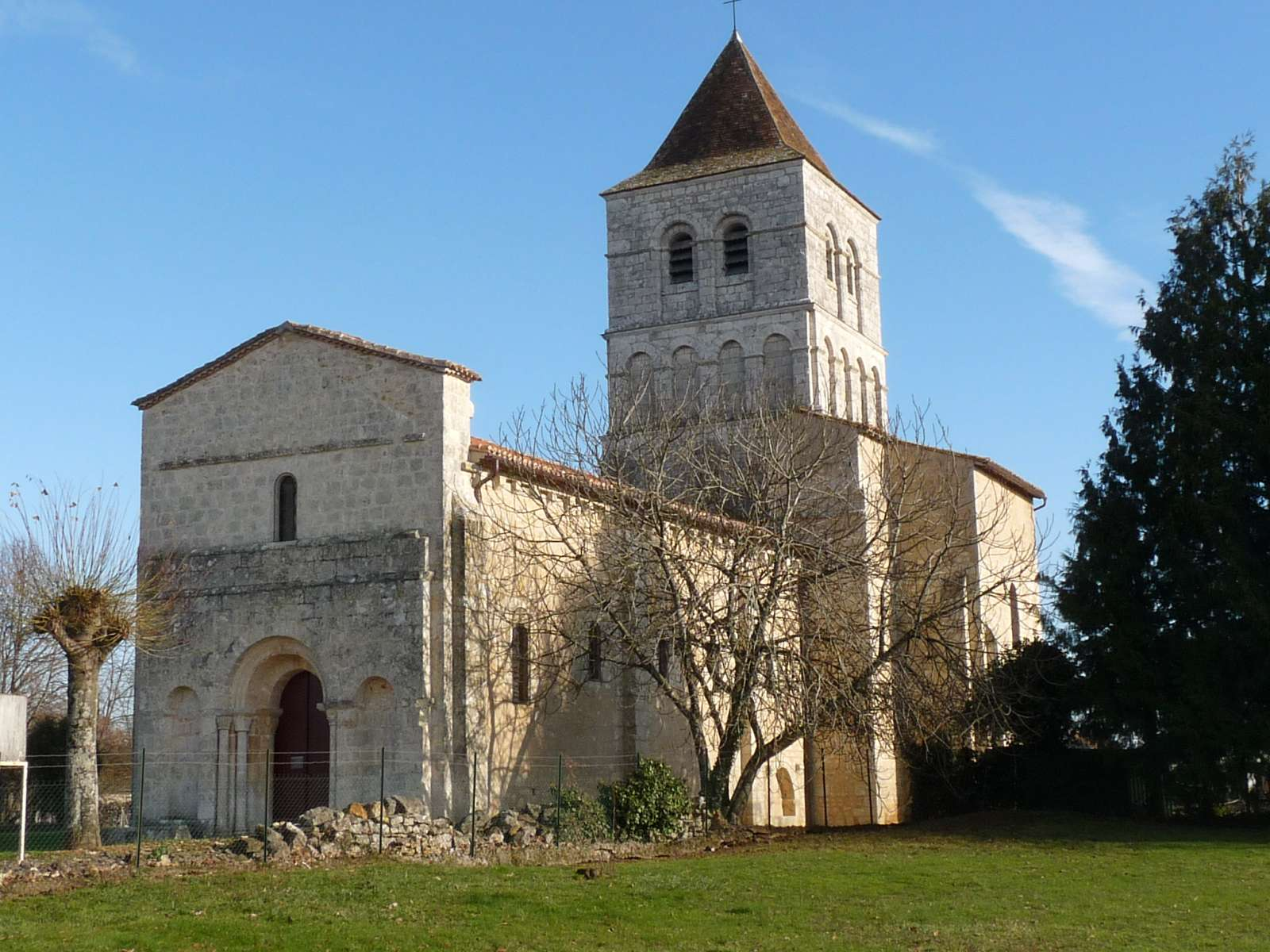
Die Kirche Saint-Robert in La Chapelle-Saint-Robert
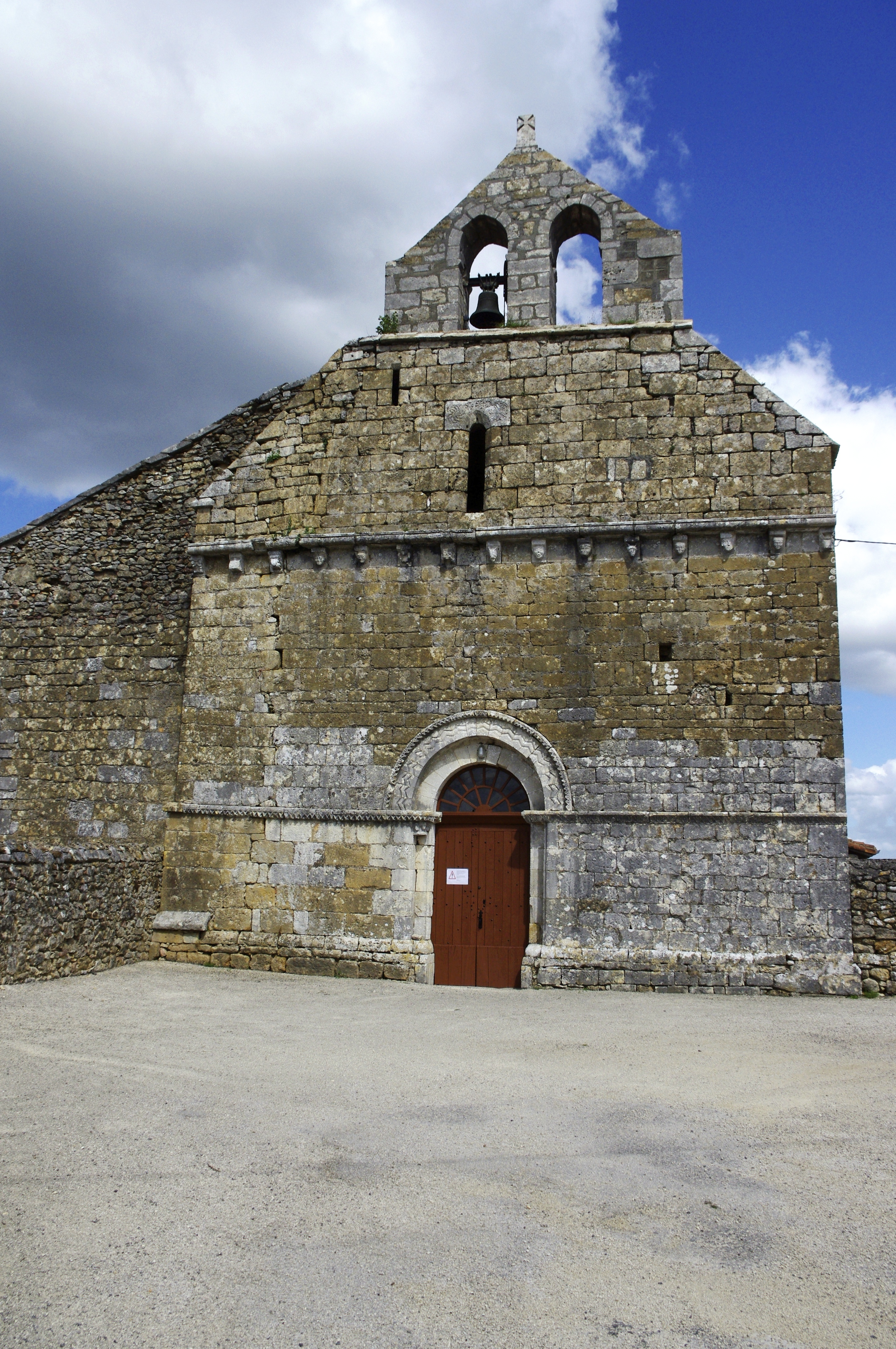
Die Kirche Saint-Jean in Nontronneau
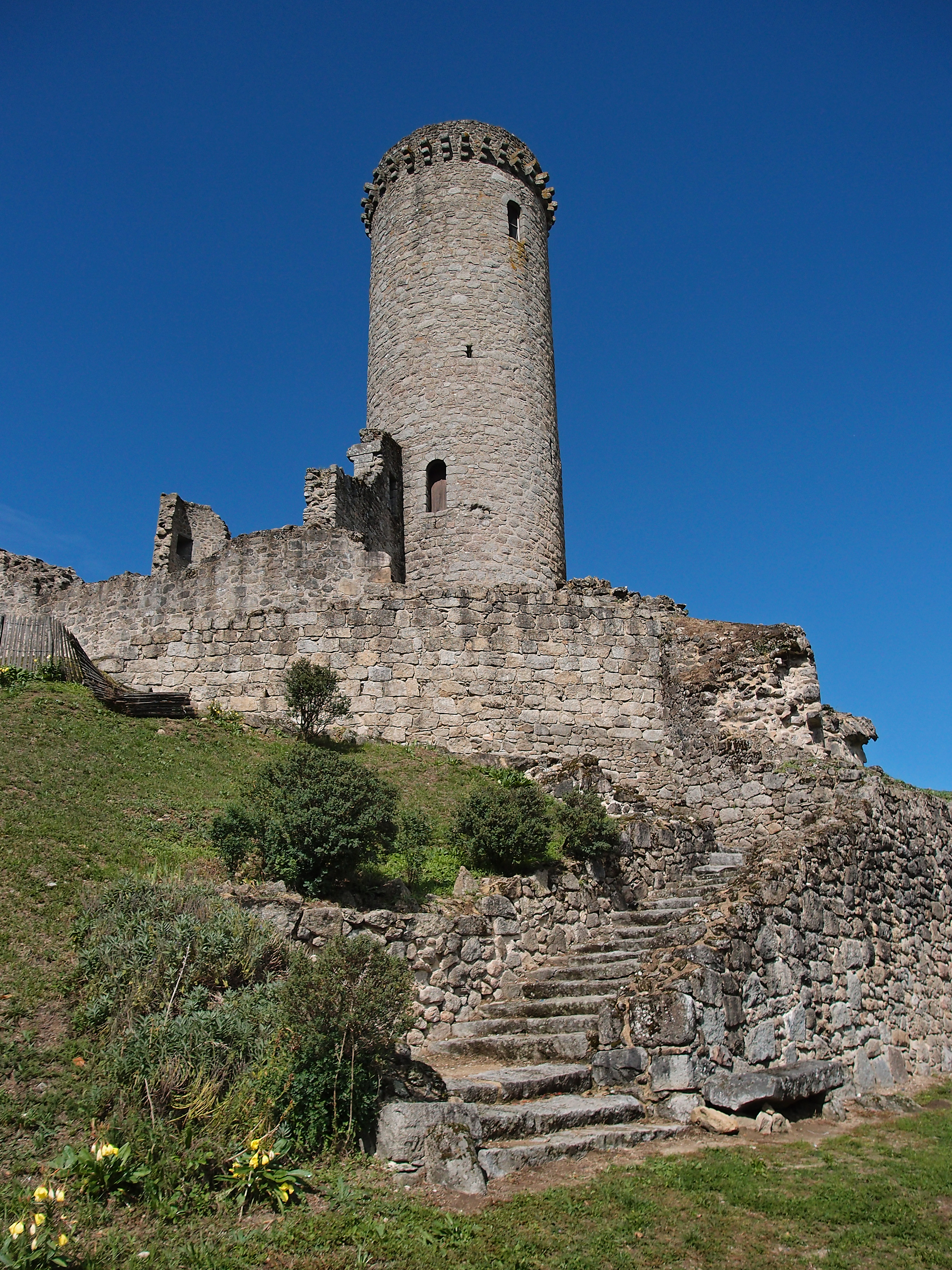
Der Turm von Piégut
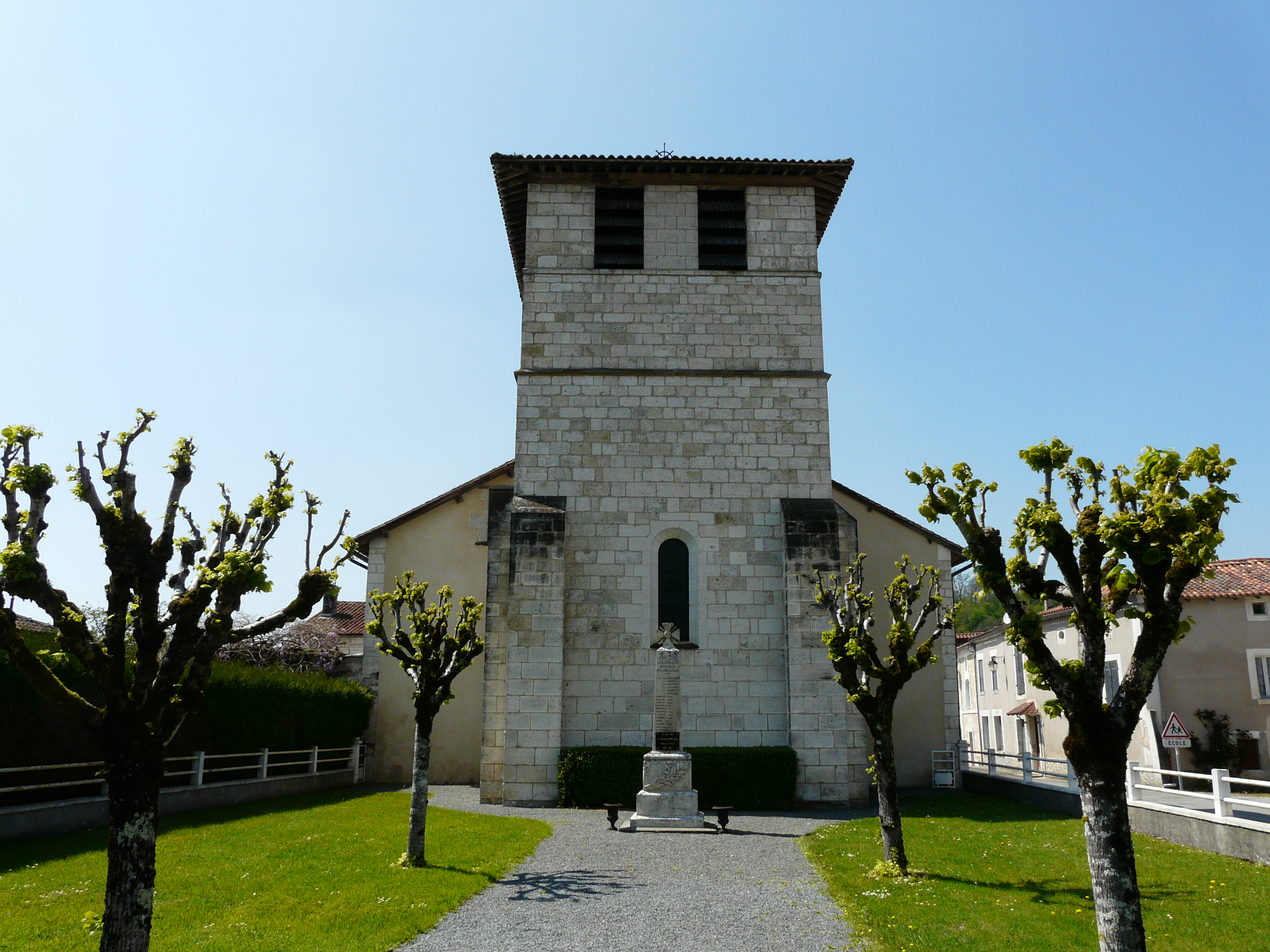
Die Kirche Saint-Saturnin in Quinsac
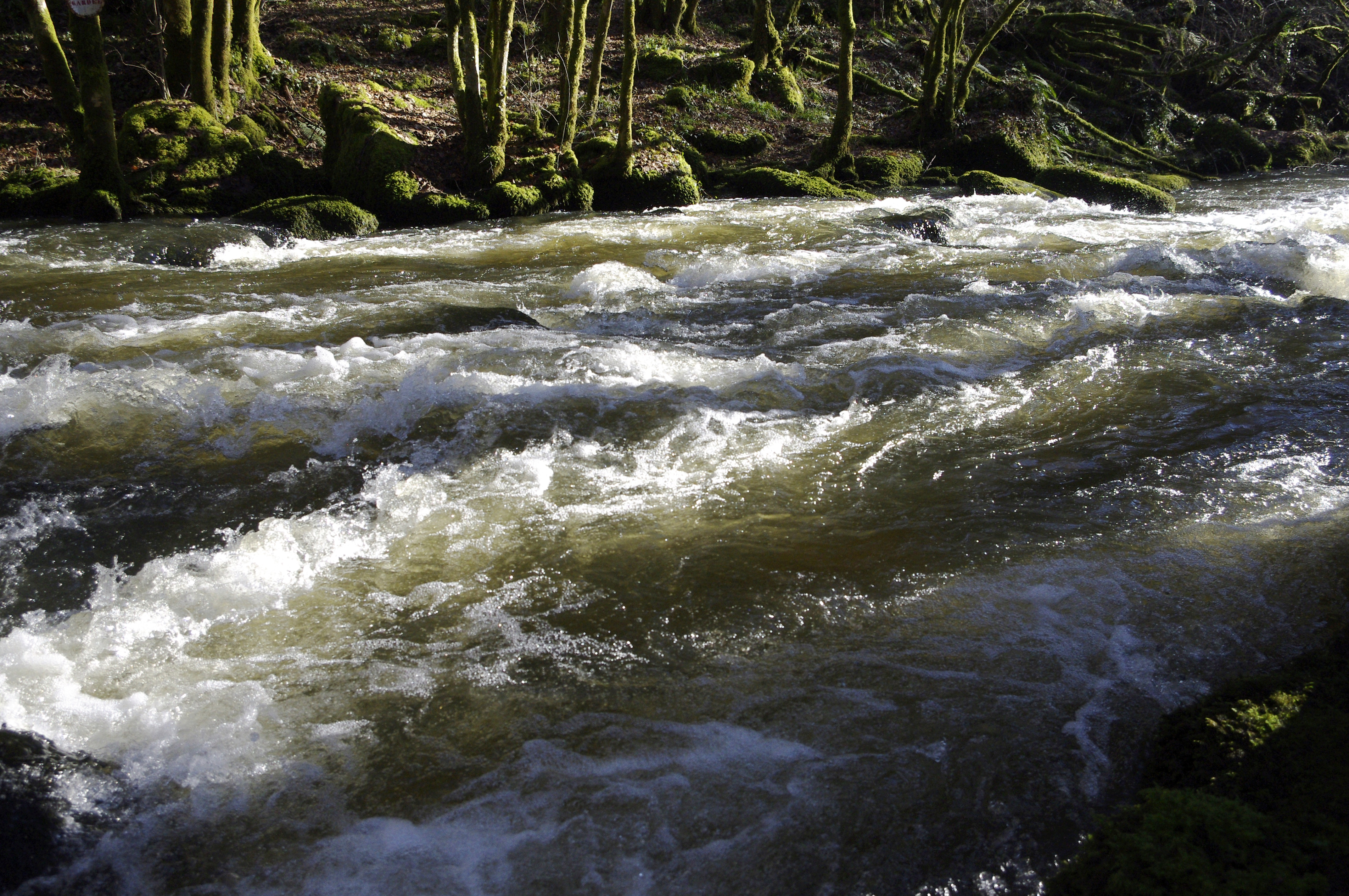
Der Saut du Chalard in der Dronne bei Champs-Romain
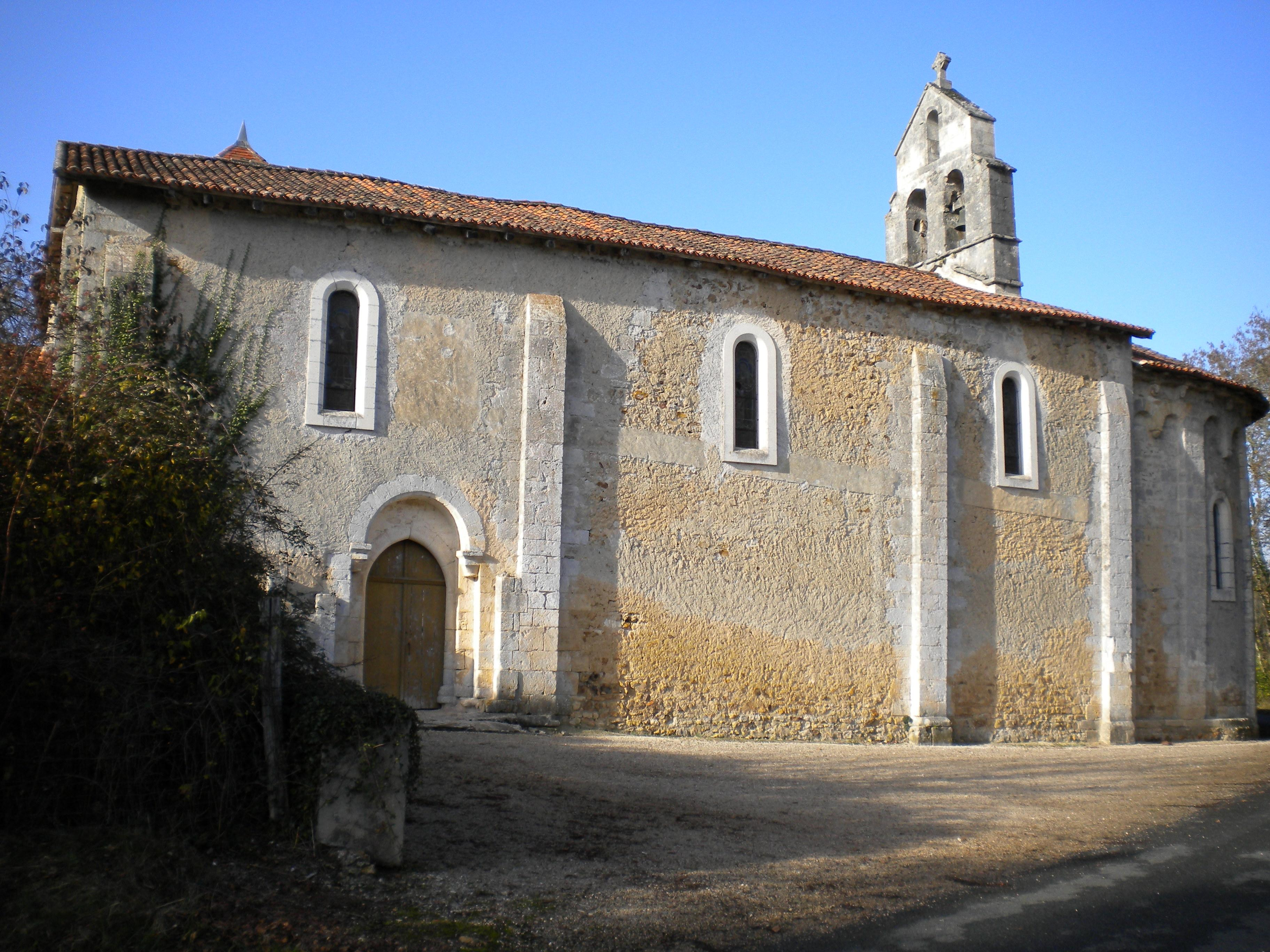
Die Kirche Saint Michel in Saint-Angel
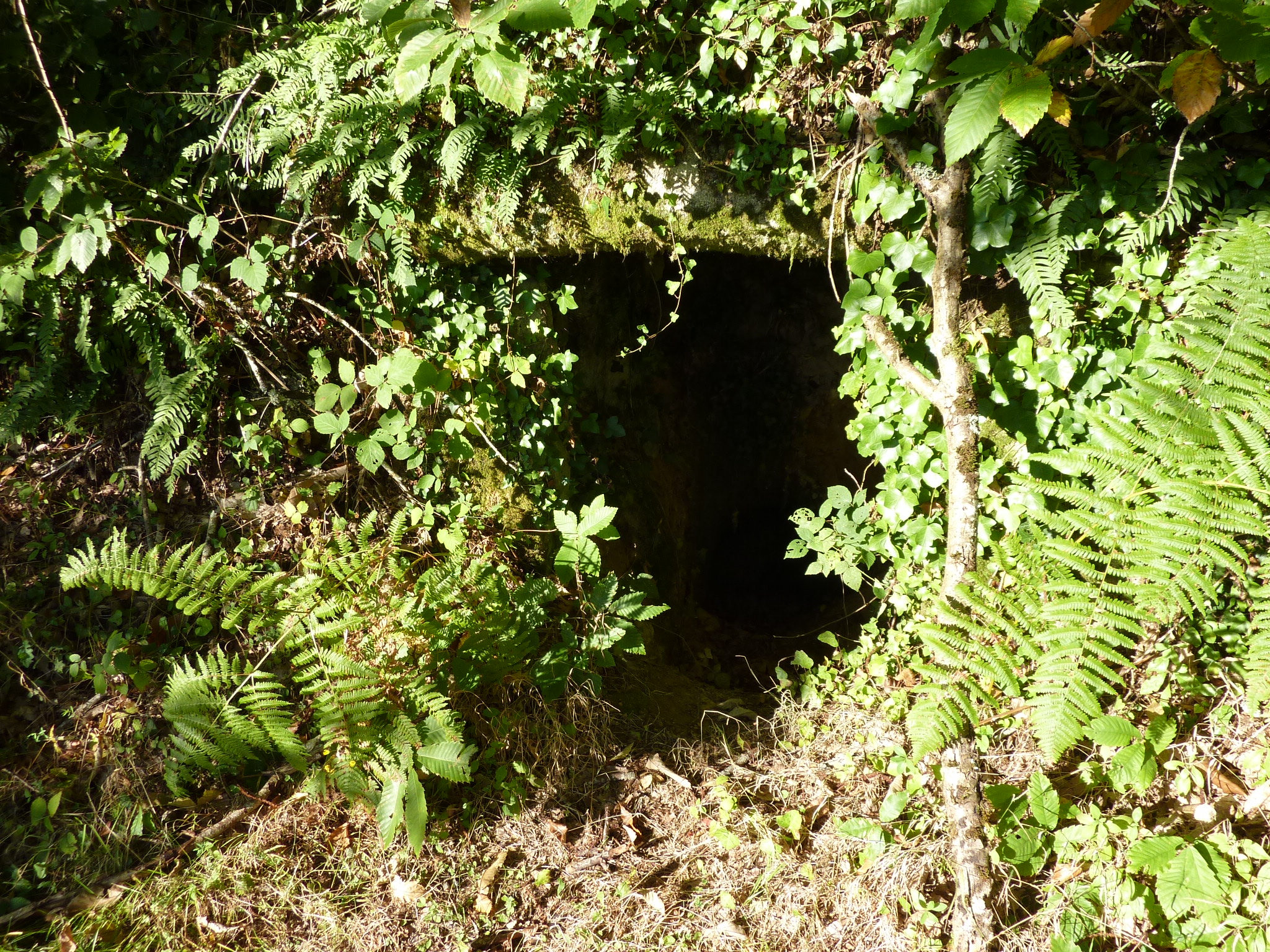
Megalithische Grabkammer in La Courarie
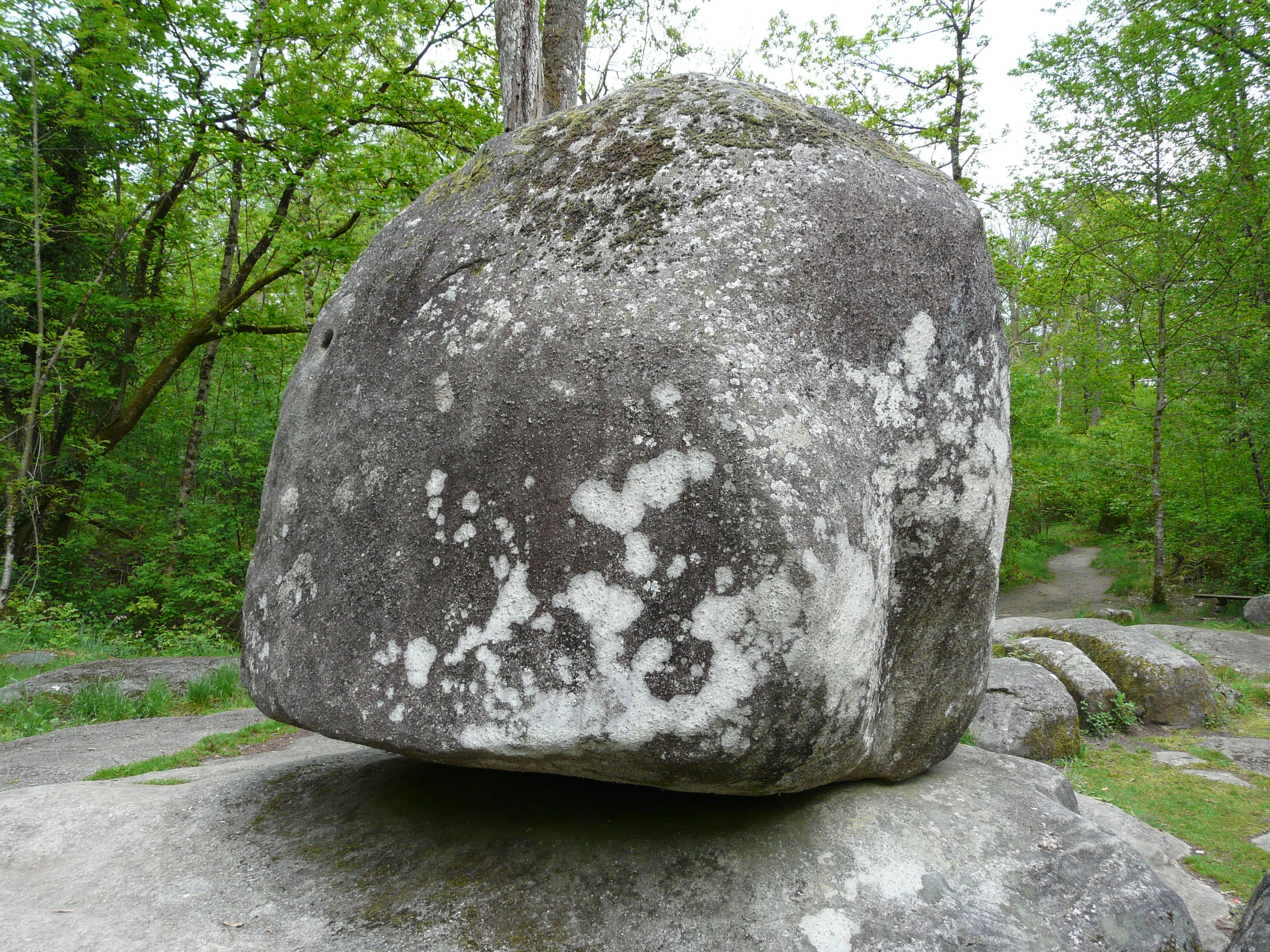
Der Roc branlant bei Saint-Estèphe
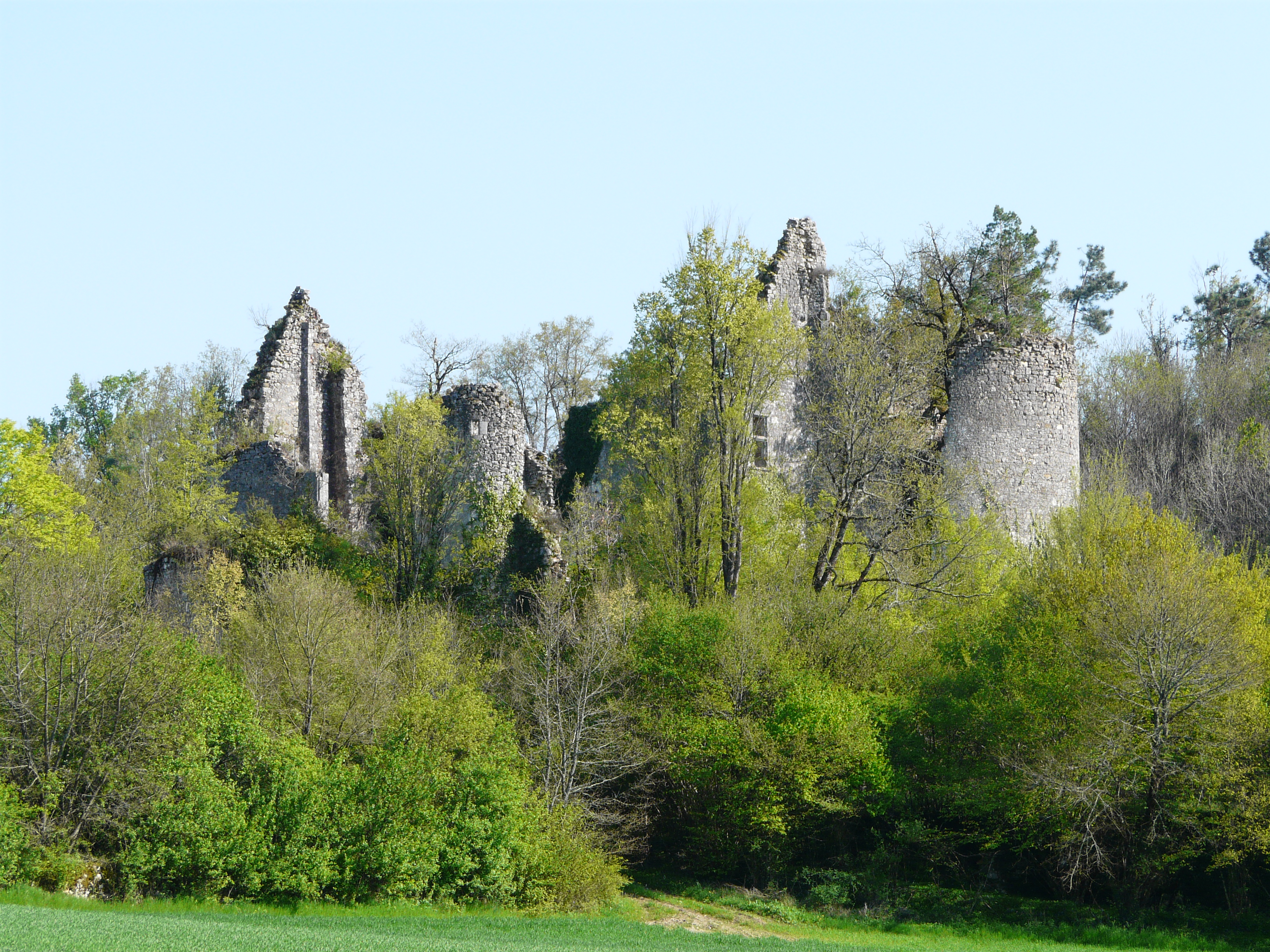
Die Burgruine Château de la Renaudie bei Saint-Front-la-Rivière
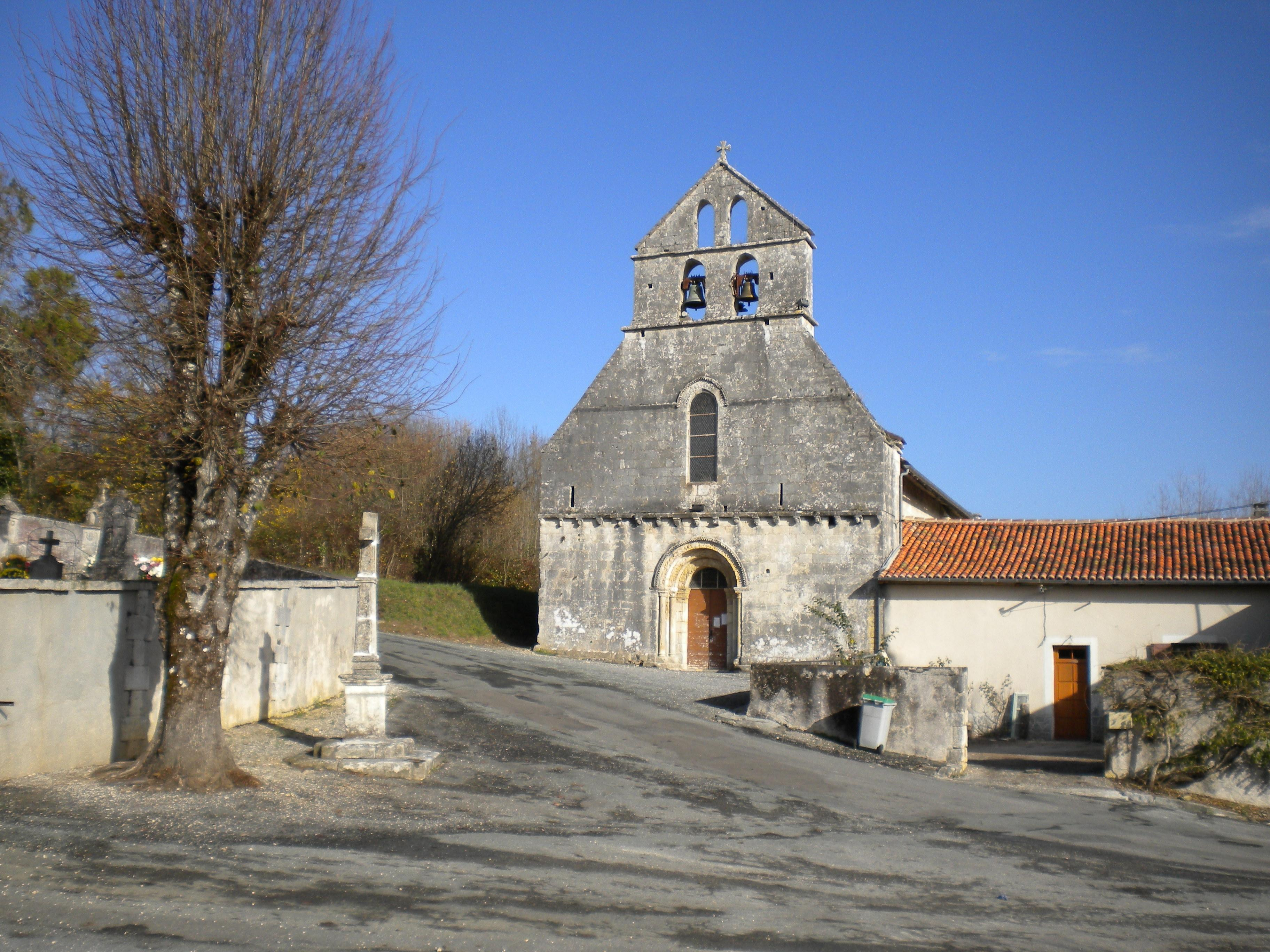
Die Kirche Saint-Martial in Saint-Martial-de Valette
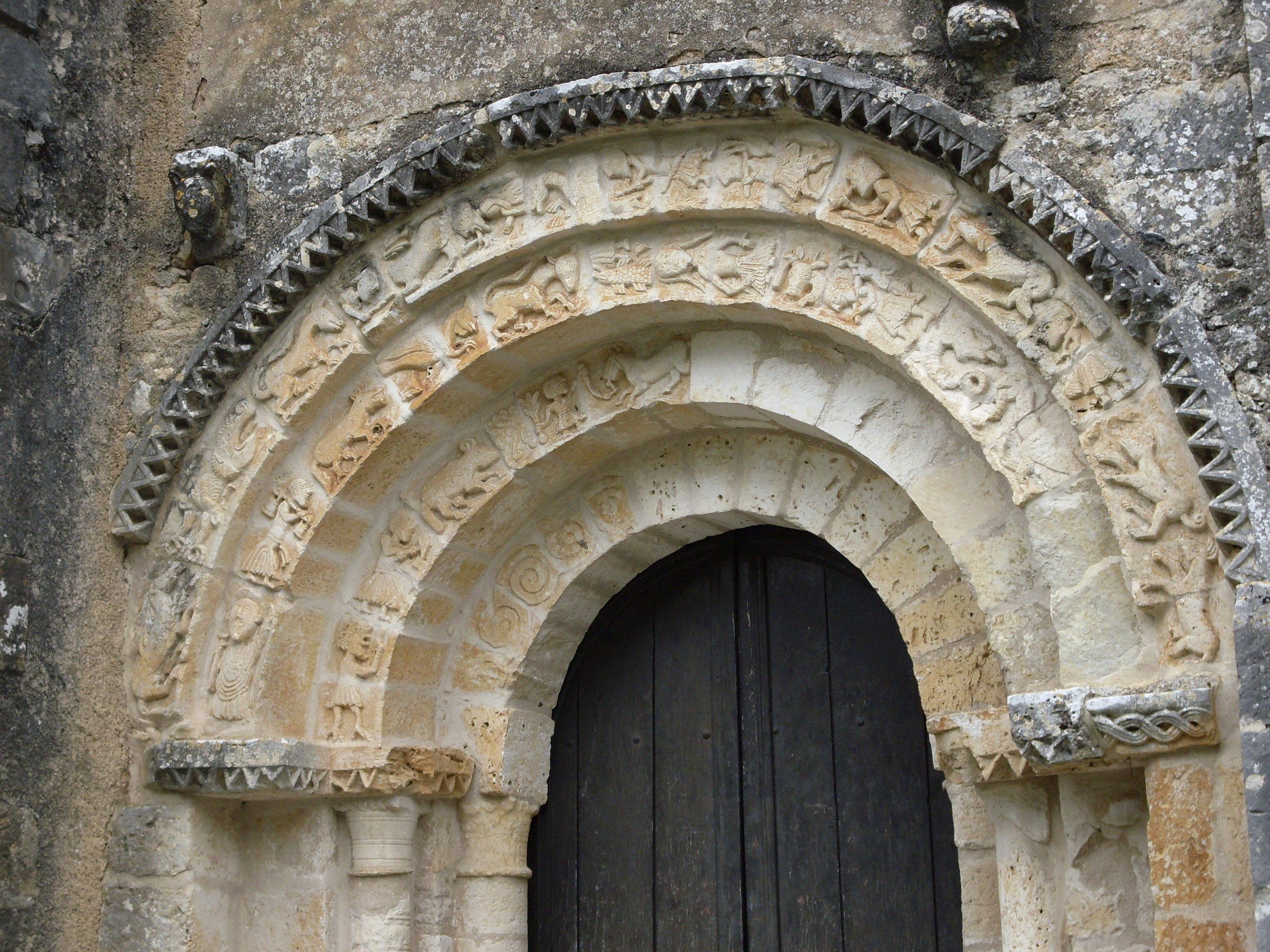
Kirchenportal in Saint-Martin-le-Pin
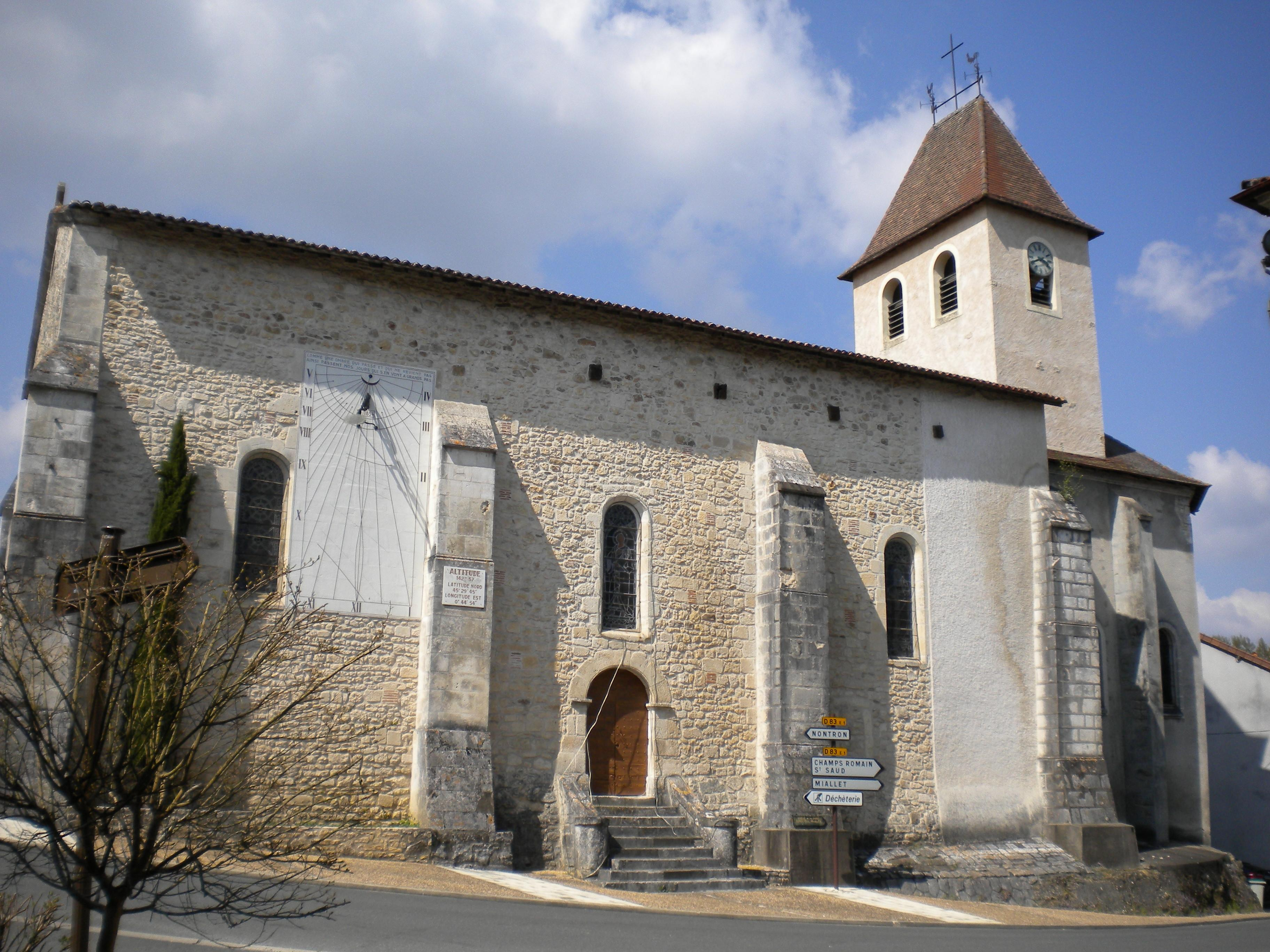
Die Kirche Saint-Pardoux in Saint-Pardoux-la-Rivière
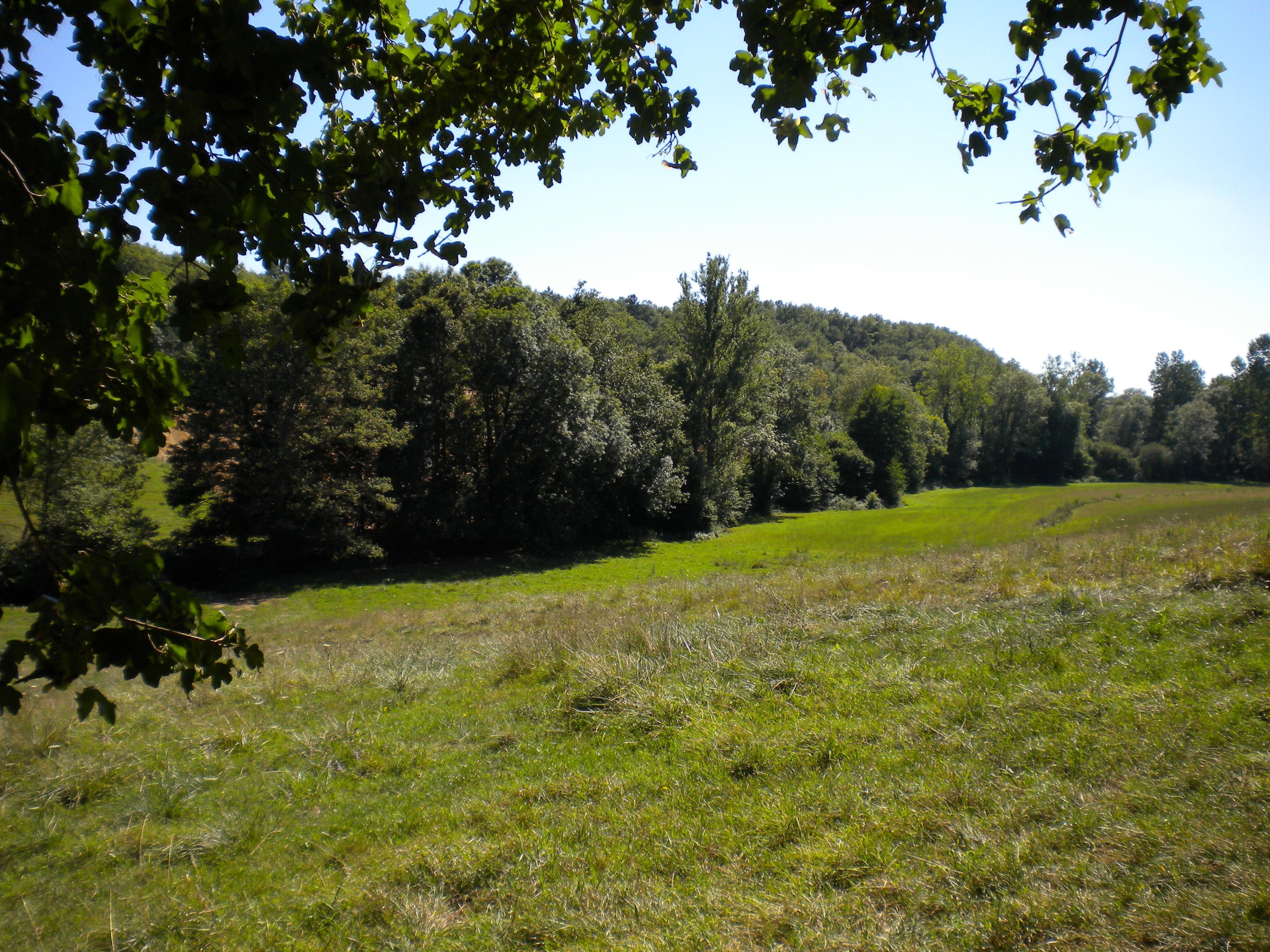
Der Marcourive bei Teyjat
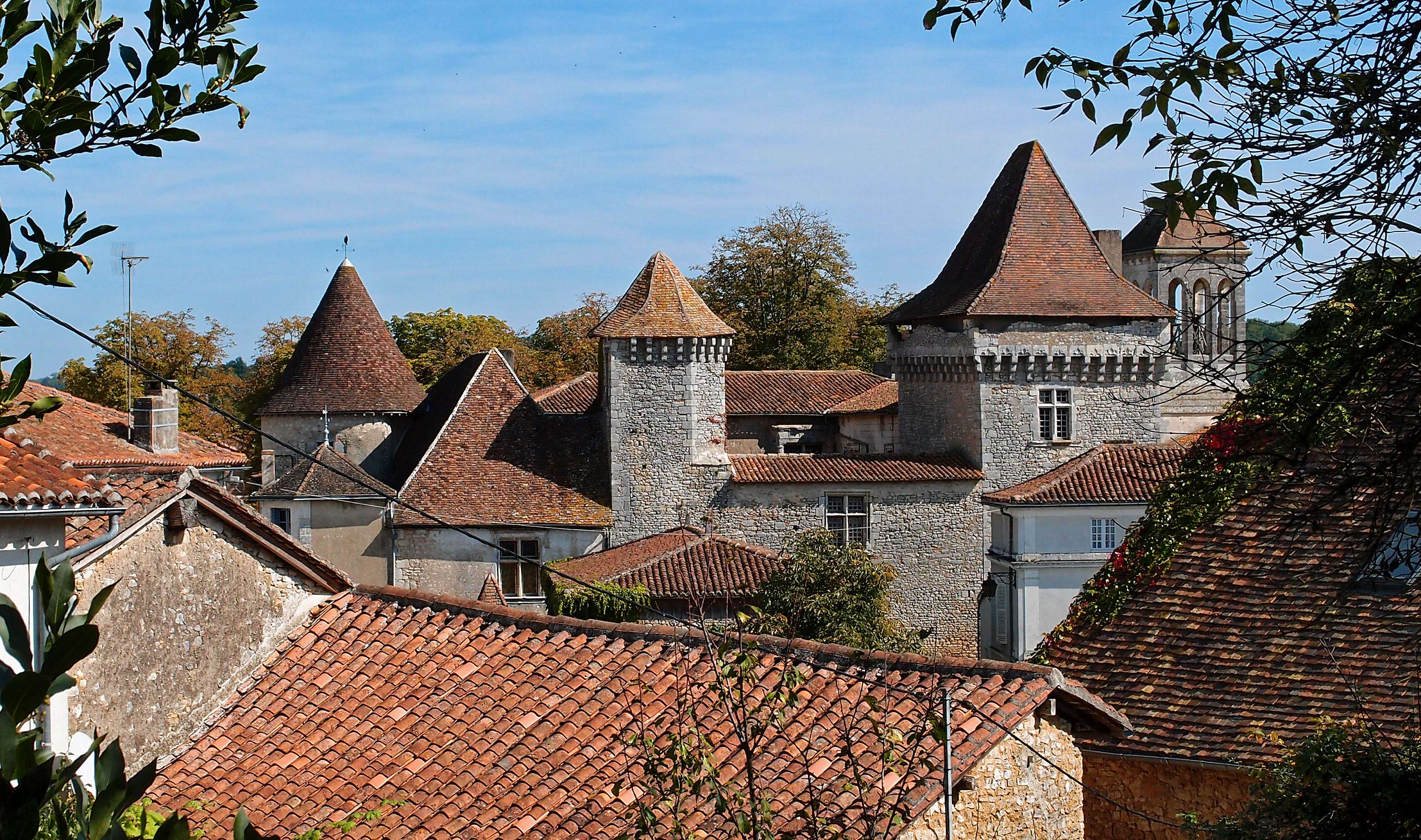
Das Schloss in Varaignes
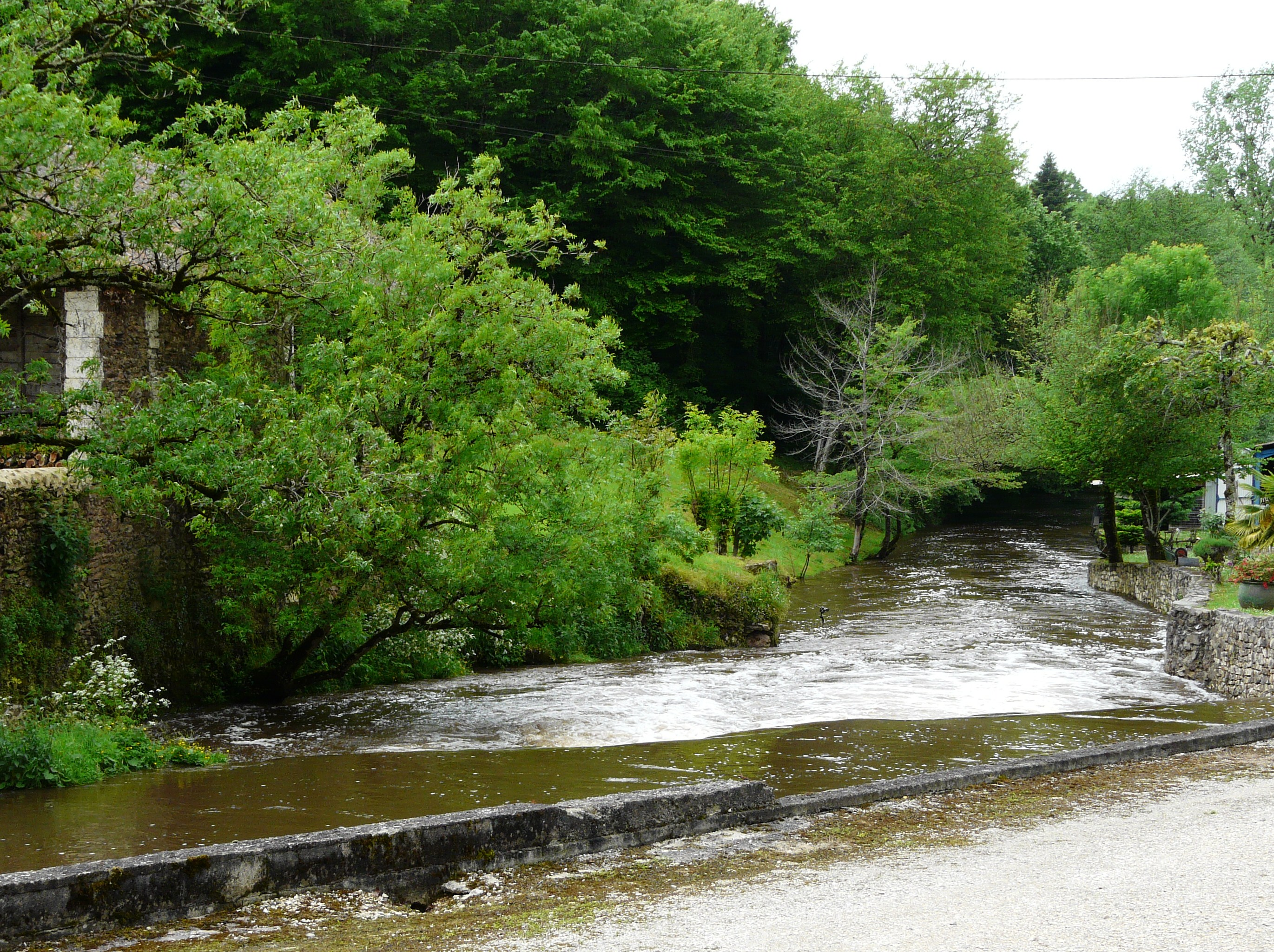
Der Bandiat bei Saint-Martial-de-Valette